# Бриссе-Шуаньи
Бриссе-Шуаньи́ (фр. Brissay-Choigny) — коммуна во Франции, находится в регионе Пикардия. Департамент коммуны — Эна. Входит в состав кантона Рибмон. Округ коммуны — Сен-Кантен.
Код INSEE коммуны — 02123.

## Население
Население коммуны на 2010 год составляло 317 человек.
| 1962 | 1968 | 1975 | 1982 | 1990 | 1999 | 2010 |
| ---- | ---- | ---- | ---- | ---- | ---- | ---- |
| 396  | 354  | 324  | 340  | 318  | 301  | 317  |

## Экономика
В 2010 году среди 195 человек трудоспособного возраста (15—64 лет) 143 были экономически активными, 52 — неактивными (показатель активности — 73,3 %, в 1999 году было 65,1 %). Из 143 активных жителей работали 127 человек (65 мужчин и 62 женщины), безработных было 16 (7 мужчин и 9 женщин). Среди 52 неактивных 15 человек были учениками или студентами, 27 — пенсионерами, 10 были неактивными по другим причинам.